# Episodisches Gedächtnis
Das episodische Gedächtnis ist Teil des deklarativen Langzeitgedächtnisses.

## Struktur
Das episodische Gedächtnis ist eine Subkomponente des Langzeitgedächtnisses (LZG). Die anatomischen Substrate sind der Hippocampus, Frontallappen und Temporallappen. Diese Strukturen tragen zur episodischen Gedächtnisleistung bei.
Auf der zu erinnernden Information basierend werden zwei Typen des deklarativen Langzeitgedächtnisses unterschieden: das semantische Gedächtnis, welches Wissen über Fakten und generelle Aspekte der Welt erinnert, und das episodische Gedächtnis, das persönliche Erlebnisse als solche beinhaltet. Das episodische Gedächtnis ermöglicht also den Abruf vergangener Erfahrungen, die in einer bestimmten Situation zu einem bestimmten Zeitpunkt gebildet wurden. Für den Erinnerer bedeutet dies, sich selbst als Beteiligten an einem vergangenen Geschehen zu erfahren; für den Forscher, die Selbstwahrnehmung des Involvierten zu erkunden.

## Funktion
Die Prozesse des episodischen Gedächtnisses sind verantwortlich für das Enkodieren, Speichern und Abrufen von spezifischen Episoden mit Ketten von Ereignissen, die Menschen – aber auch Tiere – in ihrem Leben erfahren haben. Diese Ereignisse und Episoden haben in einem bestimmten Kontext stattgefunden und werden auf diese kontextgebundene Weise enkodiert und abgerufen. Im Laufe der Entwicklung zeigen episodische Gedächtnisleistungen bei Menschen im Kindes- und Jugendalter einen steilen Anstieg, bleiben über das junge und mittlere Erwachsenenalter stabil und nehmen im Alter wieder ab. Entgegen früheren Annahmen, dass nur Menschen episodisches Gedächtnis besitzen, zeigen neue Forschungsergebnisse der Biologie, dass auch Tiere episodisches Gedächtnis haben können.
Die Operationen des episodischen Gedächtnisses benutzen das semantische Gedächtnis des deklarativen Wissenssystems, gehen aber mit Zugriffen auf das prozedurale Wissenssystem darüber hinaus. Der Abruf aus dem episodischen Gedächtnis erfordert eine besondere geistige Einstellung, die 'Abrufmodus' genannt wird. Die neuronalen Komponenten des episodischen Gedächtnisses bauen auf einem weit verzweigten Netzwerk in den kortikalen und subkortikalen Hirnregionen, das sich mit den Netzwerken anderer Gedächtnissysteme überschneidet, jedoch weit über diese hinausgeht. Die Essenz des episodischen Gedächtnisses macht die Verbindung dreier Konzepte aus, des Selbst, des autonoetischen Bewusstseins und der subjektiven Zeit.
Endel Tulving beschreibt das episodische Gedächtnis als ein evolutionär spät entstandenes, sich ontogenetisch spät entwickelndes und früh abbauendes Gedächtnissystem. Es ist verletzlicher gegenüber neuronalen Dysfunktionen als andere Gedächtnissysteme und in seiner Komplexität wahrscheinlich nur dem Menschen eigen. „Es erlaubt mentales Zeitreisen durch die subjektive Zeit – Vergangenheit, Gegenwart, Zukunft. Dieses mentale Zeitreisen erlaubt dem 'Besitzer' von episodischem Gedächtnis (dem 'Selbst'), durch das Medium des autonoetischen Bewusstseins seine eigenen vorangegangenen ‚gedachten‘ Erfahrungen zu erinnern, wie auch über mögliche zukünftige Erfahrungen zu denken.“ (Tulving: 2005, übersetzt von Markowitsch & Welzer, 2005)
Nach Ansicht von Conway sollte das ursprüngliche Konzept von Tulving überarbeitet werden: Für Conway ist das episodische Gedächtnis ein System, das erfahrungsnahe, sehr zusammenhangsspezifische und detailreiche Sinneswahrnehmungen kürzlich erlebter Erfahrungen und Ereignisse enthält. Diese Erlebnisse bleiben nur für kurze Zeitabschnitte haften (Minuten oder Stunden). Sie bleiben nur dann dauerhaft im Gedächtnis, wenn sie mit autobiographischen Inhalten gekoppelt werden.

## Abruf und Cueing
Was man aus dem episodischen Gedächtnis erinnert, hängt grundsätzlich davon ab, welche Hinweisreize (Cues) gerade in der wahrgenommenen Umgebung oder im Arbeitsgedächtnis zur Verfügung stehen (zum Beispiel Tulving & Pearlstone, 1966). Es gibt zwei Arten episodischer Hinweisreize: Feature Cues (Hinweis durch Eigenschaften) und Context Cues (Hinweise aus der Umgebung). Feature Cues enthalten Komponenten aus der gesuchten Erinnerung. Im Gegensatz zu Feature Cues beziehen sich Context Cues auf Aspekte des Kontexts, der die Rahmenbedingungen für das Enkodieren definiert hat. Dabei können externe (zum Beispiel Raum, Beleuchtung, anwesende Personen) und interne Kontexte (zum Beispiel Emotionen oder Gedanken) unterschieden werden. Der beste Context Cue ist man selbst: Können Informationen auf Aspekte des eigenen Selbst bezogen werden, ist die Erinnerung besser, als wenn Informationen mit Aspekten anderer Personen oder Objekte in Beziehung gesetzt werden. Die Cues erweisen sich als Elemente eines dynamischen autoreferenten und wahrnehmungsabhängigen Triggersystems. Autoreferent: Episoden triggern Episoden und lösen Assoziationskaskaden aus. Aktuell erlebte Episoden und Erlebnisse der Vergangenheit gehorchen nicht der linearen Chronologie. Ordnende Funktion hat die emotionale Hierarchie der Erlebnisse, wobei die Skala von beiläufig emotional geprägten Episoden bis hin zu biographischen Schlüsselerlebnissen reicht. Wahrnehmungsabhängig: Musik ist ein potenter Katalysator bei der Reanimation vergangener Episoden, zum Beispiel ein aktuell rezipierter Schlager der Vergangenheit provoziert eine nostalgische Zeitreise. Gerüche haben ebenfalls eine katalytische Funktion im Triggersystem. Sekundäre, nicht selbst erlebte Episoden, rezipiert bei belletristischer Lektüre, finden nicht Eingang in das episodische Gedächtnis. Leser bevorzugen allerdings Romane mit Affinitäten zur eigenen Biographie, deren Episoden Triggerfunktion haben.

## Kontextabhängigkeit
Eine episodische Gedächtnisspur eines Ereignisses besteht aus der Information über die beteiligten bekannten Dinge und Personen, die im semantischen Gedächtnis gespeichert wird, und der Kontextinformation, die im episodischen Gedächtnis gespeichert wird. Beispielsweise kann man sich erinnern, welche Lebensmittel man auf den Einkaufszettel geschrieben hat, den man leider zu Hause vergessen hat. Die einzelnen Wörter (zum Beispiel „Knoblauch, Wein, Spülmittel“) und ihre Bedeutung sind uns schon lange bekannt, sie sind im semantischen Gedächtnis repräsentiert. Das episodische Gedächtnis speichert die Tatsache, dass wir diese Wörter in einem bestimmten Kontext (auf der heute morgen geschriebenen Einkaufsliste) in einer bestimmten Reihenfolge gesehen haben. Dazu kommen meistens weitere Kontextmerkmale, zum Beispiel der Raum, in dem die Liste geschrieben wurde, das Erlebnis des Aufschreibens, die kognitiven Prozesse beim Planen des Einkaufs etc.
Enkodierungsspezifität bezeichnet den Umstand, dass Erinnerungen aus dem episodischen Gedächtnis am leichtesten abgerufen werden können, wenn die Umstände des Abrufs denen des Enkodierens ähneln. Enkodierspezifität bezieht sich oft auf äußere Kontexte (zum Beispiel einen Raum). Interne Kontexte können ebenfalls die Erinnerung fördern, wenn sie beim Abruf denen beim Enkodieren ähneln. Dazu zählen die zustandsabhängige Erinnerung (State-Dependent Memory) und die stimmungskongruente Erinnerung (Mood-Congruent Memory). So kann etwa die Erinnerung unter Nikotineinfluss besser sein, wenn die Person beim Lernen im gleichen Zustand war, oder jemand erinnert sich besser an etwas, das er gelernt hat, als er glücklich war, wenn er wieder glücklich ist.
Kontextabhängigkeit des Erinnerns bedeutet, dass neues Material leichter erinnert wird, wenn beim Abruf auch die Einzelheiten der Begleitumstände der Lernsituation wiederhergestellt werden. Beispiel: Wenn man beim Spazierengehen eine gute Idee hatte und sie später wieder vergessen hat, geht man den Weg nochmals ab und erinnert sich wieder an die Idee. Kontextabhängigkeit ist ein Grund dafür, dass es nicht sinnvoll ist, in lauter Umgebung zu lernen (zum Beispiel mit Radio), wenn man in einem stillen Raum getestet wird.

## Repräsentationsstufen
Der Inhalt des episodischen Gedächtnisses ist eine Mischung aus vielen verschiedenen Informationsarten. Diese unterschiedlichen Komponenten können als ganze Einheiten oder als getrennte Teile genutzt werden. Wenn wir also etwas erleben, dann erinnern wir uns daran nicht direkt, sondern wir verarbeiten es auf mehreren Stufen. So besteht die Erinnerung an einen Text zum Beispiel aus drei Repräsentationsstufen: Oberflächenform entspricht dem wörtlichen Text, Textbasis ist die abstrakte Repräsentation des Textes und das mentale Modell entspricht eher der mentalen Simulation des beschriebenen Ereignisses als dem Text selbst (van Dijk & Kintsch, 1983). Studien (Kintsch, Welsch, Schmalhofer & Zimny, 1990) haben gezeigt, dass die Erinnerung für die Oberflächenform am schnellsten und die Erinnerung an die abstrakte Textbasis weniger schnell zerfällt (doch auch hier geschieht dies mit der Zeit), während die Erinnerung für das mentale Modell relativ dauerhaft ist und keine großen Veränderungen zeigt. Wenn wir also eine Zeitung lesen, vergessen wir schnell die exakten Wörter im Artikel, aber an die grundlegenden Ideen darin erinnern wir uns noch über eine längere Zeit. Die Erinnerung an die beschriebene Situation als solche jedoch, d. h., wovon der Artikel eigentlich handelte, hält viel länger an und ist das, woran wir uns auch nach relativ langer Zeit noch erinnern können.

## Autobiographisches Gedächtnis
Häufig wird dem episodischen Gedächtnis das autobiographische Gedächtnis zugeordnet. Unter dem autobiographischen Gedächtnis wird die Erinnerung an die eigene Lebensgeschichte verstanden. Es ist umstritten, ob das episodische und das autobiographische Gedächtnis identisch sind. Endel Tulving und Hans Markowitsch sehen das episodische und das autobiographische Gedächtnis als weitgehend kongruent an. Nur gibt es natürlich autobiographische Daten, die nicht als Episoden erinnert werden: die eigene Geburt (Geburtstag), Geburtsort usw. Mit der Bezeichnung „episodisch-autobiographisches Gedächtnis“ weist Hans Markowitsch auf diese Mehrschichtigkeit hin.
Nach überwiegender Auffassung wird jedoch zwischen dem episodischen Gedächtnis und dem autobiographischen Gedächtnis unterschieden, auch wenn die beiden Teile des Gedächtnisses gewisse Schnittmengen haben: Das episodische Gedächtnis speichert eher kurz zurückliegende, unwichtige Episoden, die vergessen oder zu semantischem Wissen werden, während das autobiographische Gedächtnis für die dauerhafte Speicherung von autobiographischen Episoden mit großer Bedeutung für das Individuum zuständig ist und eine essentielle Bedeutung für die Bildung der Identität und des „Selbst“ besitzt.